# Rok Ostrež
Rok Ostrež, slovenski radijski voditelj, * 7. december 1978, Ljubljana.

## Kariera v medijih
- Radio Salomon, radijski voditelj (1998-2001)
- Radio Orion, radijski voditelj (2001-2006)
- Radio Belvi, radijski voditelj (2001-2003)
- Radio Antena, radijski voditelj (2004- )